# Hugo Kudrna
Hugo Kudrna (Kuderna) (Zagreb, 22. kolovoza 1888. – Zagreb, 25. studenoga 1969.) zvani Guci je bio hrvatski nogometaš i športski publicist iz Zagreba. Pionir je zagrebačkoga i hrvatskoga nogometa. 

## Životopis
Rođen u Zagrebu od oca Josipa, računarskog savjetnika Zemaljske vlade u Zagrebu i matere Marije rođ. Ferlan. Otac Josip bio je Čeh rodom iz Opatovica u Češkoj, a mati Marija Slovenka iz Slovenije. Hugo je u Zagrebu završio Donjogradsku gimnaziju i potom je studirao pravo. Poslije I. svjetskog rata dobio namještenje u Zagrebu na Glavnoj carinarnici gdje je radio kao carinik. Osim zagrebačke, radio je i u carinarnicama u Koprivnici, Mariboru i Ljubljani. Otišao je 1947. u mirovinu kao carinski inspektor. 

## Nogometaška karijera
Nogomet zaigrao još kao gimnazijalac. HAŠK-ovim juniorima priključio se 1906. godine.  Nastupio je na prvoj javnoj međuklupskoj utakmici u povijesti zagrebačkoga nogometa 28. listopada 
1906. između HAŠK-a i Prvog nogometnog i športskog kluba (PNIŠK).
1907. godine je godine zaigrao za neslužbenu hrvatsku reprezentaciju u njenom prvom povijesnom nastupu. Činili su ju igrači HAŠK-a i PNIŠK-a koji su kao izabrani sastav Hrvatske zaigrali u Pragu protiv ondašnje najbolje europske momčadi, praške Slavije. Odigrali su dvije utakmice, 23. i 26. lipnja 1907. godine. Prvu su izgubili 15:0, a drugu 20:0. S Kudrnom su na povijesnoj utakmici za Hrvatsku još nastupili: Vertesy, Josip Besednik, Dragutin Albrecht, Ivan Lipovšćak, Alfred Schreiber, Vilko Benić, Zvonimir Kunz, Jan Todl, Vladimir Erbežnik i Šandor Berger. 
Igrao je za zagrebački klub HAŠK s kojim je bio jesenski prvak prvenstva Hrvatske i Slavonije sezone 1912./13., a suigrači su mu bili Vladimir Šuput, Janko Justin, Ivan Banfić, Oto Behrman, Ivan Lipovšćak, Mihajlo Mujdrica, Dragan Kastl, Dragutin Štancl, Leo Gollob, Tomo Hombauer.
Sudionik je nogometne utakmice HAŠK-a i Northern Universityja odigrane 24. ožujka 1913., poznate kao prvo gostovanje engleske nogometne momčadi u Zagrebu. 
Izbijanjem I. svjetskog rata 1914. godine sve športske aktivnosti zamiru pa i nogometne. Kudrna je tako završio svoju nogometnu karijeru. 
Napisao je knjigu ‘’Počeci nogometa u Hrvatskoj’’ koja je objavljena u Zagrebu 1961. godine. 
Za pionirski rad u nogometu prigodom jubileja Hrvatskog nogometnog saveza 1919. – 1969. svečana skupština HNS-a namjeravala mu je dodijeliti priznanje. Umro je malo prije nego mu je trebalo biti uručeno.